# Polska na zawodach Pucharu Europy w Lekkoatletyce 2000
Polska na zawodach Pucharu Europy w Lekkoatletyce 2000 – wyniki reprezentacji Polski w 21. edycji Pucharu Europy w 2000.
Zarówno reprezentacja żeńska, jak i męska, wystąpiły w zawodach grupy B I ligi (II poziom rozgrywek), które odbyły się w dniach 8–9 lipca 2000 w Bydgoszczy.

## Mężczyźni
Polska zajęła 1. miejsce wśród ośmiu zespołów, zdobywając 134 punktów i awansowała do Superligi (I poziom rozgrywek)
- 100 m: Marcin Nowak – 2 m. (10,31)
- 200 m: Marcin Urbaś – 2 m. (20,89)
- 400 m: Robert Maćkowiak – 2 m. (46,33)
- 800 m: Sebastian Miller – 2 m. (1:51,36)
- 1500 m: Wojciech Kałdowski – 4 m. (3:43,00)
- 3000 m: Leszek Zblewski – 2 m. (8:21,18)
- 5000 m: Jakub Czaja – 4 m. (14:07,09)
- 110 m ppł: Krzysztof Mehlich – 4 m. (13,79)
- 400 m ppł: Paweł Januszewski – 1 m. (49,69)
- 3000 m z przeszkodami: Rafał Wójcik – 2 m. (8:29,28)
- skok wzwyż: Grzegorz Sposób – 2 m. (2,19)
- skok o tyczce: Krzysztof Kusiak – 3 m. (5,45)
- skok w dal: Grzegorz Marciniszyn – 6 m. (7,76)
- trójskok: Jacek Kazimierowski – 3 m (16,37)
- pchnięcie kulą: Leszek Śliwa – 1 m. (19,62)
- rzut dyskiem: Olgierd Stański – 1 m. (64,20)
- rzut młotem: Szymon Ziółkowski – 1 m. (79,66)
- rzut oszczepem: Dariusz Trafas – 2 m. (79,54)
- sztafeta 4 × 100 m: Marcin Nowak, Marcin Urbaś, Piotr Balcerzak, Ryszard Pilarczyk – 1 m. (39,50)
- sztafeta 4 × 400 m: Piotr Długosielski, Piotr Haczek, Jacek Bocian, Robert Maćkowiak – 1 m. (3:02,41)

## Kobiety
Polska zajęła 3. miejsce wśród ośmiu zespołów, zdobywając 106 punktów i pozostała w I lidze.
- 100 m: Zuzanna Radecka – 4 m. (11,54)
- 200 m: Zuzanna Radecka – 3 m. (23,48)
- 400 m: Grażyna Prokopek – 7 m. (53,63)
- 800 m: Dorota Fiut – 7 m. (2:11,16)
- 1500 m: Lidia Chojecka – 1 m. (4:02,69)
- 3000 m: Lidia Chojecka – 1 m. (8:44,32)
- 5000 m: Dorota Gruca-Giezek – 4 m. (16:07,53)
- 100 m ppł: Aneta Sosnowska – 2 m. (13,38)
- 400 m ppł: Małgorzata Pskit – 5 m. (1:00,08)
- skok wzwyż: Anna Ksok – 4 m. (1,84)
- skok o tyczce: Monika Pyrek – 1 m. (4,30)
- skok w dal: Agata Karczmarek – 3 m. (6,49)
- trójskok: Liliana Zagacka – 4 m. (13,85)
- pchnięcie kulą: Katarzyna Żakowicz – 2 m. (18,25)
- rzut dyskiem: Joanna Wiśniewska – 2 m. (57,98)
- rzut młotem: Kamila Skolimowska – 3 m. (61,54)
- rzut oszczepem: Genowefa Patla – 1 m. (60,88)
- sztafeta 4 × 100 m: Zuzanna Radecka, Monika Borejza, Marzena Pawlak, Joanna Niełacna – zdyskwalifikowane
- sztafeta 4 × 400 m: Anna Pacholak, Justyna Karolkiewicz, Luiza Łańcuchowska, Grażyna Prokopek – 2 m. (3:31,86)